# Florian Kehrmann
Florian Kehrmann, född 26 juni 1977 i Neuss i Nordrhein-Westfalen, är en tysk handbollstränare och före detta handbollsspelare. Han är vänsterhänt och spelade i anfall som högersexa. Han är sedan 2014 huvudtränare för det tyska klubblaget TBV Lemgo i Handball-Bundesliga, där han även spelade 15 säsonger.

## Landslagskarriär
Florian Kehrmann debuterade 1997 för det tyska landslaget. Han representerade Tyskland bland annat i OS 2004 där laget tog silver samt när man tog guld i EM 2004 i Slovenien och VM 2007 på hemmaplan. Sitt sista mästerskap gjorde han vid EM 2008 i Norge, då han blev vald till turneringens bäste högersexa.

## Klubbar

### Som spelare
- HG Büttgen (1983–1994)
- TUSEM Essen (1994–1995)
- Sportring Solingen (1995–1999)
- TBV Lemgo (1999–2014)

### Som tränare
- TBV Lemgo (2014–)